# Tregellasia
Tregellasia Mathews, 1912 è un genere di uccelli della famiglia dei Petroicidi.

## Tassonomia
Comprende solamente due specie:
- Tregellasia leucops (Salvadori, 1876) - pigliamosche australiano facciabianca;
- Tregellasia capito (Gould, 1854) - pigliamosche australiano giallo pallido.

Il pigliamosche australiano facciabianca si incontra sia in Nuova Guinea che in Australia, mentre il pigliamosche australiano giallo pallido vive unicamente in Australia.